# Гистерэктомия
Гистерэктоми́я, гистероэктоми́я (от др.-греч. ὑστέρα — матка и ἐκτομή — эктомия, удаление), также ампутация либо экстирпация матки, — гинекологическая операция, при которой удаляется матка.

## Цель операции
Гистерэктомия без удаления придатков обычно выполняется при наличии у больной сочетания миомы матки с эрозией и деформацией шейки матки, миоме матки при расположении узлов в области перешейка и шейки матки, быстрорастущей миоме матки, раке тела матки и раке шейки матки, если улучшения или выздоровления невозможно добиться другими лечебными методами. В экстренном плане операция проводится при разлитом перитоните после аборта или родов, рождающейся миоме, перекручивании ножки узла субсерозной миомы, а также некрозе миоматозного узла.
Пангистерэктомия — удаление матки с придатками — проводится при вышеперечисленных показаниях в сочетании с патологией яичников, злокачественными опухолями и воспалительными заболеваниями яичников.
Каждая пятая женщина проходит операцию гистерэктомии. Помимо этого, операция применяется транс-мужчинам в процессе хирургического транс-перехода. Также она может проводиться пациенткам, не желающим иметь детей и страдающим от менструаций, мешающих им вести желаемый образ жизни.

## Виды операции
В зависимости от объёма удаляемых тканей выделяют следующие виды гистерэктомии:
- субтотальная гистерэктомия, или ампутация матки — удаление матки с сохранением шейки матки;
- тотальная гистерэктомия, или экстирпация матки — удаление матки с шейкой;
- гистеросальпингоовариэктомия — удаление матки с придатками (маточными трубами и яичниками);
- радикальная гистерэктомия — удаление матки с шейкой, придатками, верхней третью влагалища, окружающей тазовой клетчаткой и лимфоузлами.

По операционному доступу различают следующие виды гистерэктомии:
- открытая гистерэктомия, то есть выполненная путём лапаротомии;
- лапароскопическая гистерэктомия;
- роботизированная гистерэктомия, т.е выполненная лапароскопически с помощью операционного робота;
- влагалищная гистерэктомия, то есть проведённая через влагалище;
- влагалищная гистерэктомия с лапароскопической ассистенцией.

## Риск операции
Осложнения операции включают кровотечение, повреждение соседних органов, тромбоэмболию, инфекцию операционной раны, побочные эффекты лекарств, используемых для наркоза. Риск осложнений невысок и составляет менее 1 %.

## Последствия операции
После гистерэктомии нередко развивается постгистерэктомический синдром. Гистерэктомия с удалением придатков матки связана с развитием синдрома после тотальной овариэктомии.
После операции женщина становится  стерильной и навсегда теряет возможность забеременеть и выносить ребёнка. После удаления матки прекращаются менструации, но сохраняется возможность вступать в сексуальные контакты. Удаление матки с придатками до наступления менопаузы может повлечь ряд осложнений: кроме эмоциональных расстройств (депрессия, тревожность), нередко развивается остеопороз и происходит потеря полового влечения. Данные осложнения эффективно лечатся заместительной гормональной терапией. В тех случаях, когда хирургическим путём сокращается длина влагалища, могут быть болезненные ощущения в процессе полового акта. После гистерэктомии у некоторых лиц возникает опущение влагалища.